# Katpod.dk
katpod.dk (Katolsk Podcasting Danmark) er en internet radiokanal, baseret på podcasting.
katpod.dk udgives af en selvejende institution med samme navn, som er redaktionel uafhængig af kirken og er et rent privat initiativ.
Ansvarshavende redaktør var Erling Tiedemann.
Siden katpod.dk gik i luften i oktober 2005, er det blevet til over 600 især korte udsendelser, nyheder, interviews, kommentarer, aprilsnarre, små fortællinger og optagelser af møder og foredrag.

## Tidsforløb
- 14. oktober 2005 – udgives første udsendelse.
- 1. januar 2007 – den danske podcaster, som har produceret flest udsendelser Iflg. magasinet Samvirke. [1]
- 1. juni 2008 – katpod.dk har nu udgivet mere end 330 podcast.
- 17. marts 2009 – katpod.dk skifter publicerings platform til podhandle.dk
- 26. marts 2009 – katpod.dk har nu udgivet mere end 400 podcast og er dermed stadig den danske podcaster der har udgivet flest podcast, med indhold som ikke i forvejen publiceres på anden vis.[kilde mangler]
- 14. november 2009 – katpod.dk 4 år i æteren.
- 6. januar 2010 – Pastor Daniel Nørgaard tiltræder som særlig redaktør af katpod.dk's nye månedsmagasin. [2]
- 14. december 2010 – katpod.dk har nu udgivet 600 podcast.